# Bárdi Nándor
Bárdi Nándor (Laskod, 1962. szeptember 22. –) történész.

## Életrajz
1980-ban érettségizett a szegedi Kiss Ferenc Erdészeti Szakközépiskolában. 1981-1987 között a szegedi József Attila Tudományegyetemen tanult, történelem-Kelet-Európa története szakon végzett. 1989-1990-ben az Országos Széchenyi Könyvtárban, majd 1996-ig a JATE Új- és Legújabbkori Egyetemes Történeti Tanszékén tanított. 1997-2007 között a Teleki László Intézet, ezt követően az MTA Etnikai-nemzeti Kisebbségkutató Intézet kutatója. 2012-ben doktorált a finnországi Jyvaskyla egyetemén.

## Munkássága
1984-1987 között az Aetas, szegedi történész hallgatók folyóiratának alapító szerkesztője. 1992-1994 Közép-Európa magyar kisebbségi intézményrendszere adatbázis tartalomfejlesztésével foglalkozott. 1994-től A TLA Kisebbségi Adattár sorozatának (mely 10 kötetből áll) szerkesztését, majd 1993-1996 között a székelyudvarhelyi Haáz Rezső Kulturális Egyesület Múzeumi Füzetek sorozatának (14 kötet) szerkesztését végezte. 1997-1999 között a határon túli magyar érdekvédelmi szervezetek 1989 utáni iratanyagát rendezte, forrásfeltáró programokat vezetett. 1998-2018 között a Pro Print Könyvkiadó Múltunk sorozatának (30 kötet) szerkesztésével, majd ezzel párhuzamosan a Kisebbségek szerveződésének régi és új irányai” kutatási program szervezésével és vezetésével (ez 12 alprogramot ölel fel és 11 kötetet, 6 füzetet, 18 tanulmányt foglal magában)foglalkozott. A Regio folyóirat szerkesztője, majd 2000-től felelős szerkesztője 2003-ig, 2006-tól újra a folyóirat szerkesztője. 2003-tól A Jakabffy Elemér Alapítvány Dokumentációs központjának szakmai szervezését végzi. 2004-től A Transindex honlapon belül az Erdélyi Adatbank szakmai programfelelőse. 2007-2009 között A Kisebbségi magyar közösségek a 20. században c. kötet magyar és angol kiadásának társszerkesztője. 2008-tól Források a romániai magyar kisebbség történetéhez sorozat szerkesztésével, szervezésével foglalkozott (melynek eredménye hét kötet lett). 2016-2017 között a Székelyföld története III. kötet társszerkesztője. 2016-2017 között a Magyarok Romániában 1990-2015 című kötet szerkesztését végezte.

## Művei

### Önálló kötet
- Otthon és haza. Tanulmányok a romániai magyar kisebbség történetéről; Pro-Print, Csíkszereda, 2013 (Magyar kisebbség könyvtára)
- Tény és való: a budapesti kormányzatok és a határon túli magyarság kapcsolattörténete - problémakatalógus. Kalligram, Pozsony, 2004.

### Szerkesztett munkák
- Magyarok Romániában 1990-2015. Tanulmányok az erdélyi magyarságról. Szerk. Bárdi Nándor, Éger György, Budapest: Károli Gáspár Református Egyetem—L'Harmattan Kiadó, 2017.
- Székelyföld története 1867-1990, III. kötet. Szerk. Bárdi Nándor, Pál Judit, Székelyudvarhely: MTA Bölcsészettudományi Kutatóintézet; Erdélyi Múzeum-Egyesület; Haáz Rezső Múzeum, 2016.
- Együtt és külön. Az erdélyi magyarok önszerveződése, 1989-1990; szerk. Bárdi Nándor, Gidó Attila, Novák Csaba Zoltán;Kolozsvár: Nemzeti Kisebbségkutató Intézet, 2014.
- Népszolgálat: A közösségi elkötelezettség alakváltozatai a magyar kisebbségek történetében. Budapest: MTA Társadalomtudományi Kutatóközpont Kisebbségkutató Intézet; Kalligram Könyvkiadó, 2014.
- Önazonosság és tagoltság. Elemzések a kulturális megosztottságról. Évkönyv, 2011-2012; szerk. Bárdi Nándor, Tóth Ágnes; Budapest: Argumentum, 2013.
- Egyén és közösség. Tanulmányok; szerk. Bárdi Nándor, Tóth Ágnes; Zenta:  VMMI, 2012.
- Asszimiláció, integráció, szegregáció : párhuzamos értelmezések és modellek a kisebbségkutatásban; szerk. Bárdi Nándor, Tóth Ágnes, Budapest:  Argumentum, 2011.
- Minority Hungarian communities in the twentieth century. Eds. Bárdi Nándor, Fedinec Csilla, Szarka László, Boulder (CO): Atlantic Research and Publications, Inc., 2011.
- Fábián Ernő: Naplójegyzetek 1980–1990. Szerk, jegyz., bev., Bárdi Nándor, Filep Tamás Gusztáv, Kolozsvár: Kriterion Könyvkiadó; Pro Ruralis Egyesület, 2010.
- Kisebbségi magyar közösségek a 20. században. Szerk. Bárdi Nándor, Fedinec Csilla, Szarka László. Budapest, Gondolat-MTA ENKI, 2008.
- Integrációs stratégiák a magyar kisebbségek történetében. Somorja, 2005. június 9-10.; Szerk. Bárdi Nándor, Simon Attila; Somorja: Fórum Kisebbségkutató Intézet, 2005.
- Etnopolitika. A közösségi, magán- és nemzetközi érdekek viszonyrendszere Közép-Európában; szerk. Bárdi Nándor, Fedinec Csilla; Budapest, Teleki László Alapítvány, 2003.
- Útkeresés és integráció: Határon túli magyar érdekvédelmi szervezetek dokumentumai. Szerk. Bárdi Nándor, Éger György, Budapest: Teleki László Alapítvány, 2000.
- Konfliktusok és kezelésük Közép-Európában: technikák és hagyományok. Szerk. Bárdi Nándor. Budapest: Teleki László Alapítvány, 2000.
- Források és stratégiák: A II. Összehasonlító magyar kisebbségtörténeti szimpózium előadásai. Szerk. Bárdi Nándor, Csíkszereda: Pro Print Könyvkiadó, 1999.
- Globalizáció és nemzetépítés. Szerk. Bárdi Nándor. Budapest: Teleki László Alapítvány, 1999.